# Okres Stropkov
Stropkov is een district (Slowaaks: Okres) in de Slowaakse regio Prešov. De hoofdstad is Stropkov. Het district bestaat uit 1 stad (Slowaaks: Mesto) en 42 gemeenten (Slowaaks: Obec).

## Steden
- Stropkov

## Lijst van gemeenten
| - Baňa - Breznica - Breznička - Brusnica - Bukovce - Bystrá - Bžany - Duplín - Gribov - Havaj - Chotča - Jakušovce - Kolbovce - Korunková | - Kožuchovce - Krišľovce - Kručov - Krušinec - Lomné - Makovce - Malá Poľana - Miková - Miňovce - Mrázovce - Nižná Olšava - Oľšavka - Potoky - Potôčky | - Soľník - Staškovce - Šandal - Tisinec - Tokajík - Turany nad Ondavou - Varechovce - Veľkrop - Vislava - Vladiča - Vojtovce - Vyškovce - Vyšná Olšava - Vyšný Hrabovec |

Okres Bardejov · Okres Humenné · Okres Kežmarok · Okres Levoča · Okres Medzilaborce · Okres Poprad · Okres Prešov · Okres Sabinov · Okres Snina · Okres Stará Ľubovňa · Okres Stropkov · Okres Svidník · Okres Vranov nad Topľou